# Ischnoptera tristylata
Ischnoptera tristylata är en kackerlacksart som beskrevs av Rocha e Silva och Guilherme A.M.Lopes 1977. Ischnoptera tristylata ingår i släktet Ischnoptera och familjen småkackerlackor. Inga underarter finns listade i Catalogue of Life.